# Baños de Rioja
Baños de Rioja és un municipi de la Rioja, a la regió de la Rioja Alta, en el marge esquerre del riu Oja al costat del turó El Castillar.

## Història
El 4 d'octubre de 1254 va morir a la vila Diego López III d'Haro, senyor de Biscaia, abrasat a l'introduir-se en una banyera d'aigua bullent en un intent d'aplacar els seus dolors reumàtics. Se li fa referència en una acta matrimonial entri Iñigo Ortiz de Zúñiga i Juana, filla bastarda del rei Carles III de Navarra, de 8 de març de 1396, en la qual el pare del nuvi va dotar al seu fill amb diverses localitats, entre elles Baños de Rioja, Bobadilla, Clavijo i Huércanos. A mitjans del segle xix va pertànyer a Eugenia de Montijo vídua de Napoleó III.

## Personatges il·lustres
- Sixto Cámara Tecedor: (26 d'octubre de 1878 - 26 d'agost de 1964) Militar i destacat matemàtic